# Google台灣資料中心
24°8′22.82″N 120°25′40.19″E / 24.1396722°N 120.4278306°E
Google台灣資料中心是一座位於台灣彰化縣線西鄉彰濱工業區內的資料中心。第1階段總投資額度達7.8億美元、聘僱超過200名員工的台灣資料中心是Google在亞洲地區最大的資料中心，已於2013年12月11日啟用。

## 歷史

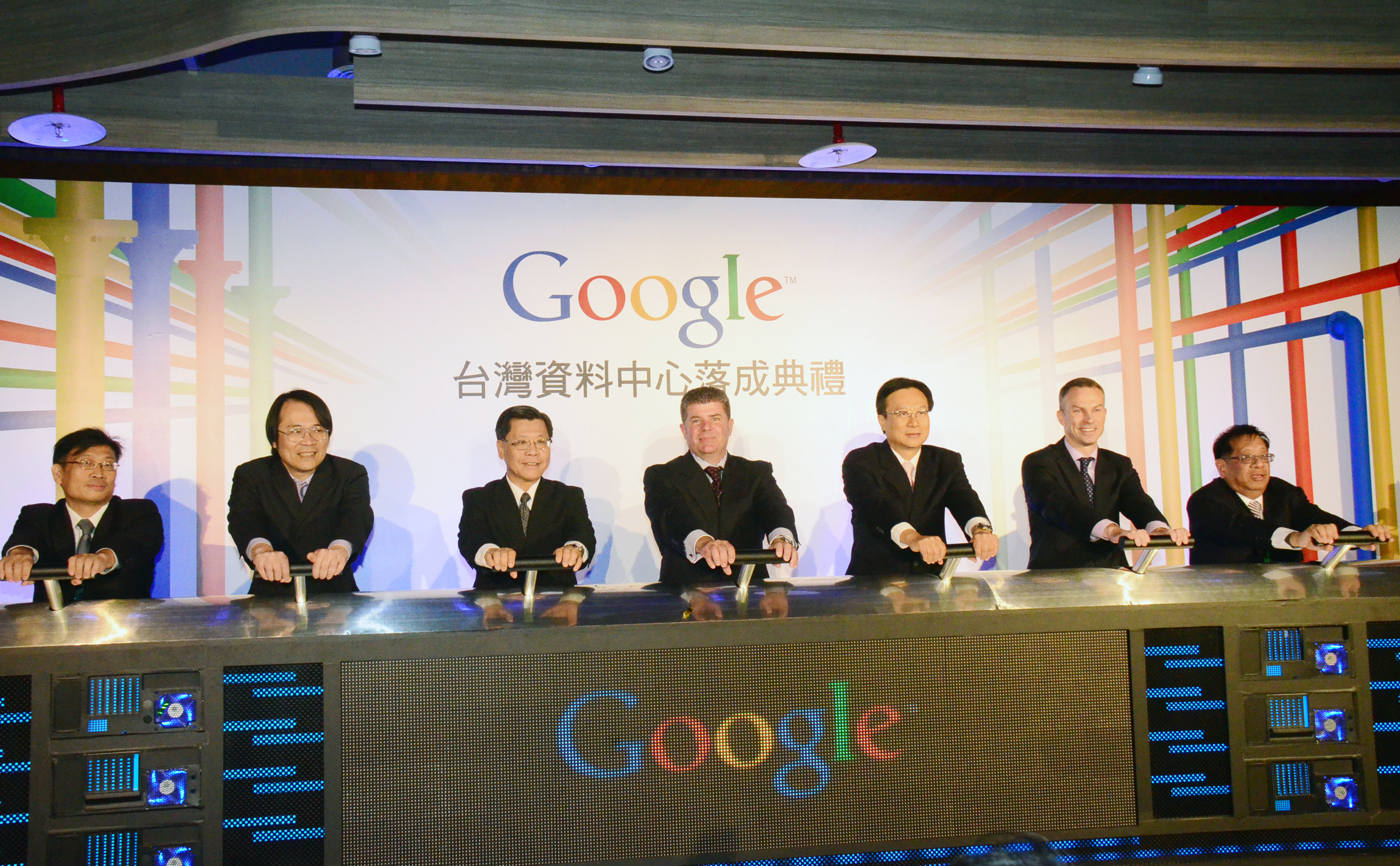
Google台灣資料中心落成典禮

隨著Google業務擴張，為了提供更快速的服務以在上網人口不斷增加的亞太地區競爭，2006年1月與安碁資訊合作在桃園縣龍潭鄉設立亞太區資料備援中心，2006年2月15日Google成立臺灣子公司「美商科高國際有限公司台灣分公司」，2006年3月1日在台北10137樓成立工程研究所後開始招募員工，2008年5月規模擴大後即租下台北101的73至77樓部分空間作為台灣辦公室。2007年Google便提出於亞洲地區興建資料中心的計畫，獲得日本、韓國及台灣三地政府的大力爭取。不過Google最後仍選擇以北京及新加坡作為北亞資料中心及東南亞資料中心的所在地；然而，受到法律問題的影響，Google最後放棄在北京的選址，改挑選基礎設施、土地、水電等費用相較低廉，同時政治力介入較低的台灣作為資料中心的落腳地。
在台灣多個縣市的爭取下，2011年9月28日Google正式宣布將於台灣、香港及新加坡興建資料中心，並於台灣彰化縣彰濱工業區購置15公頃的土地作為資料中心腹地。2012年4月3日，Google台灣資料中心正式動土，Google放棄香港建案後將台灣投資額度從原定的1億餘美元調升為3億美元，使台灣資料中心成為Google亞洲兩座資料中心投資額度最高的資料中心。
2013年12月11日，在Google全球資料中心副總裁Joe Kava、彰化縣長卓伯源等人的見證下，Google台灣資料中心正式啟用。根據Google的計畫，Google台灣資料中心第1階段的投資由3億美元的第1期、3億美元的第2期及1.8億美元的第3期廠房組成，目前均已投入使用；彰化縣政府指出，隨著規模擴張，Google聘用的員工數也自初期的50人增加至超過200人。
在Google對台灣資料中心的投資完成後，2016年《自由時報》稱Google將在台灣進行第2階段12億美元投資、興建占地32公頃的Nest研發中心及Chrome研發中心，不過Google否認。2018年3月Google開始推動「Google智慧台灣計劃」後，2019年宣布在台南科技工業區興建東亞第二個資料中心，2020年宣布第三個資料中心將在雲林縣進行建置。
2021年1月27日，位於新北市板橋區台北遠東通訊園區研發辦公大樓的Google台灣辦公室啟用，是Google總部Googleplex以外最大的硬體研發基地，原位於台北101的多數員工將陸續移至此處辦公。

## 建築
Google台灣資料中心位於以中央山脈作為屏障的彰化縣，廠址並有綠帶降低風害。採用節能設計的台灣資料中心是Google第一座採用夜間降溫及熱能儲存系統冷卻技術的資料中心，內部設置的恆溫儲藏槽能讓夜間冷卻的水於日間提供給資料中心使用，除提升運作效率外，也使得台灣資料中心較一般資料中心節省50%耗能。